# Studiengebühr
Ein Studienbeitrag, auch Studiengebühr, (umgangssprachlich scherzhaft Campusmaut) ist ein Beitrag, den Studenten regelmäßig entrichten müssen, um am Studium teilnehmen zu können. Die Beiträge sollen die Kosten des Studiums reduzieren, die dem staatlichen oder privaten Träger der Hochschule entstehen.
Nicht vom Begriff Studiengebühr(en) sind andere Beträge erfasst, die ebenfalls bei der Rückmeldung regelmäßig erhoben werden, so der Sozialbeitrag (oft auch Semesterbeitrag genannt) für die Studierendenschaft oder das Studentenwerk.
Außerdem erheben einige Hochschulen aufgrund rechtlicher Vorgaben oder eigener Satzungen Gebühren für Prüfungen, die Bewerbung an den Hochschulen, Auswahlverfahren, Benutzung von Einrichtungen, Exkursionen oder für den Sachmittelverbrauch bei Praktika. Diese können in ihrer Höhe und Wirkung Studiengebühren gleichen.

## Begrifflichkeiten
Im juristischen Sinne wird eine Gebühr stets für eine in Anspruch genommene fremde Leistung bezahlt. Studienbeiträge sind nicht an eine tatsächliche Nutzung gebunden, sondern eröffnen den Zahlenden die Möglichkeit der Nutzung. Mit dem Studienbeitrag beteiligen sich Studenten an den Kosten ihres Studiums, die dem Träger der Hochschule entstehen. Diesen Kosten steht – meist – ein beiderseitiger Nutzen (jetziger und/oder zukünftiger) gegenüber: Angelehnt an das marktwirtschaftliche Modell des Humankapitals wird das Studieren als Investition begriffen, für die ein Gegenwert bezahlt werden muss. Dabei spielt die vom Studenten geleistete Arbeit keine maßgebliche Rolle.
2012 verlor ein Absolvent einer privaten Hochschule einen Prozess gegen selbige in zweiter Instanz (Landgericht Arnsberg, Az. I-3S 104/12):
In nur vier Semestern hatte der Bankkaufmann seinen Master-Abschluss erreicht. Danach stellte er seine Zahlungen an die Hochschule ein; diese klagte – erfolgreich – auf Weiterzahlung der Gebühren.
Beispielsweise in Skandinavien wird diese von Studenten geleistete Arbeit entlohnt, um die Herausbildung einer zukünftigen Arbeitskraft zu fördern.
Die DDR zahlte vielen Studenten ein Grundstipendium.
Beide Ideen – Bildung als Investition oder Bildung als zu vergütende Arbeit – widersprechen dem humboldtschen Bildungsideal, nach dem Bildung – ohne Renditeabsichten – Selbstzweck ist.
Analog zur in Deutschland – noch weitgehend – kostenlosen öffentlichen Schulausbildung fordern viele,
- auch für das Studium keine Studiengebühren oder ähnliches zu erheben

und/oder
- die Elternabgaben für Kindertagesstätten, Kindergärten, Kinderläden und Kinderkrippen abzuschaffen.

## Modelle
Da die Ansichten darüber divergieren, ob, wofür und unter welchen Umständen Studiengebühren angemessen sind, gibt es auch verschiedene Modelle, ob und wie sie erhoben und wann sie bezahlt werden sollten.

### Finanzierung durch Kredite
Bei einigen Modellen wird die Gebühr erst ab einer gewissen Studiendauer beispielsweise über Langzeitstudiengebühren oder ein Studienkonto oder bei fehlendem Studienerfolg erhoben. Um den häufig finanzschwachen Studenten die Bezahlung der Gebühren zu ermöglichen, sehen einige Modelle Studentenkredite vor: die Kreditnehmer können die Gebühren sowie Zinsen tilgen, sobald sie nach Studienende finanziell dazu in der Lage sind. Denkbar ist auch, eine Rückzahlung erst dann zu verlangen, wenn und solange eine gewisse Gehaltsgrenze überschritten wird.
Ein realisierter Ansatz sind nachgelagerte Studiengebühren, wie sie 1989 in Australien unter dem Namen Higher Education Contribution Scheme (HECS) eingeführt wurden. Die Studenten erhalten ein zinsloses Darlehen und zahlen die Gebühren erst dann zurück, wenn sie ein Mindesteinkommen erreicht haben (in Australien ab 12.400 € Brutto-Jahreseinkommen). Alternativ ist eine Vorleistung des Studenten mit nachfolgender Erstattung durch staatliche Gelder möglich.
Insgesamt haben alle Ansätze grundsätzlich gemeinsam, dass sie entweder eine Mehrbelastung der Studenten oder ihre Verschuldung in Kauf nehmen.

### Absolventensteuer
Über die Einführung einer Absolventensteuer als Alternative zu Studiengebühren wird unter anderem im Vereinigten Königreich diskutiert.

## Studiengebühren in verschiedenen Staaten

### Australien
In Australien wurden Studiengebühren 1989 (wieder) eingeführt. Die Höhe betrug zunächst einheitlich 1.800 Australische Dollar (AUD) pro Jahr, wurde seitdem jedoch angehoben und nach Fächern ausdifferenziert. Im Jahr 2000 betrug die Gebühr 3.463 bis 5.593 AUD pro Jahr. 2008 kostete ein anderthalbjähriges Masterstudium an der Australian National University ungefähr 15.000 AUD. (Steuer)-Ausländer zahlen in der Regel den doppelten Betrag, da ihre Eltern die australischen Hochschulen nicht über Steuern in Australien mitfinanzieren. Derzeit betragen die Studiengebühren für internationale Studierende ca. 6.000 bis 10.000 AUD pro Semester für ein Auslandssemester bzw. 10.000 bis 13.000 AUD pro Semester für Programme mit einem akademischen Abschluss (z. B. Bachelor oder Master).
Wer die Gebühr sofort bezahlt, bekommt 25 % erlassen. Für die Übrigen gibt es ein unechtes Kreditmodell, dessen Rückzahlungsmodalitäten an das Einkommen gekoppelt sind. Das so genannte Higher Education Contribution Scheme (HECS) ist im Kern ein Aufschlag auf die Einkommensteuer und in seiner Wirkung ein zinsloser Kredit, der jedoch an die Inflationsraten angepasst wird.
Darüber hinaus steht es den Universitäten frei, bis zu 25 % der Studienplätze gegen Sofortzahlungen von mehr als 10.000 AUD jährlich anzubieten. Im Jahr 2001 machten bereits neun Hochschulen in Australien davon Gebrauch und stellen für die Zahler des höheren Betrags geringere Zulassungsvoraussetzungen (NC) auf. Damit gestaltet sich der Zugang zu den Hochschulen für finanziell besser gestellte Studenten deutlich einfacher.
Eine zentrale Kritik am australischen Modell ist die Tatsache, dass Frauen erheblich länger ihre Studiengebühren zurückbezahlen als Männer. Ferner besagt eine Studie der australischen Hochschullehrergewerkschaft, dass die Studiengebühren nicht zu einer besseren Ausstattung der Hochschulen geführt haben, da sich der Staat zunehmend aus der Finanzierung der Hochschulen zurückgezogen habe.

### Dänemark
Das Studium an den dänischen Hochschulen ist in der Regel gebührenfrei. In einzelnen speziellen Bildungsangeboten wie dem MBA werden jedoch Studiengebühren fällig. Die Kosten hierfür liegen bei rund 26.000 € für einen einjährigen Vollzeit-MBA.
Dänische Studenten besitzen Anspruch auf ein Grundeinkommen, das sogenannte „Statens Uddannelsesstøtte“. Einzige Voraussetzung für das „Statens Uddannelsesstøtte“ ist die Vollendung des 18. Lebensjahrs und die Ausübung einer unbezahlten Ausbildung (z. B. ein Studium). Diese Förderung erhalten ca. 93 % der dänischen Studenten. Das deutsche BAföG erhalten zum Vergleich nur ungefähr 25 % der Studenten. Die monatliche Förderung beträgt für bei den Eltern lebende Studenten 330 €, für auswärts lebende ca. 610 €. Die maximale Förderungsdauer liegt bei 70 Monaten. Zusätzlich zum Grundeinkommen sind staatliche Darlehen von maximal 310 € monatlich möglich.

### Deutschland
Einen Zugang zur Hochschule ganz ohne Kosten gab es selbst vor Einführung der Studiengebühren nicht. Der Semesterbeitrag ist obligatorisch und wird im Härtefall erlassen. Die Studiengebühren sind hiervon klar zu trennen und werden zusätzlich erhoben. Semesterbeiträge sind Verwaltungsbeiträge. Sie beinhalten an vielen Universitäten auch Beiträge für die Nutzung öffentlicher Verkehrsmittel in Form eines Semestertickets. Studiengebühren sind Mittel, die Studierende an die Universität zahlen. Die Studiengebühren unterliegen in einigen Bundesländern einer Zweckbindung. So dürfen Studiengebühren in Bayern ausschließlich zur Verbesserung der Lehre und der Studienbedingungen eingesetzt werden.
Der Internationale Pakt über wirtschaftliche, soziale und kulturelle Rechte, den auch Deutschland unterzeichnet hat, fordert im Sinne des Rechts auf Bildung, dass „der Hochschulunterricht auf jede geeignete Weise, insbesondere durch allmähliche Einführung der Unentgeltlichkeit, jedermann gleichermaßen entsprechend seinen Fähigkeiten zugänglich gemacht werden muß“ (Art. 13.2.c).
Das Hochschulrahmengesetz (HRG) des Bundes schloss allgemeine Studiengebühren aus. Gegen dieses im Jahr 2002 novellierte Gesetz klagten die unionsgeführten Bundesländer Baden-Württemberg, Sachsen-Anhalt, Hessen, Saarland, Hamburg, Bayern und Sachsen, die darin einen unzulässigen Eingriff des Bundes in die Gesetzgebungskompetenz der Länder im Kultusbereich sahen. Die klagenden Bundesländer führten als Grund ihres Ganges nach Karlsruhe an, dass der Bund seine Gesetzgebungskompetenz überschritten und in die Länderkompetenz eingegriffen habe. Bildung war und ist im föderalen System der Bundesrepublik Aufgabe der Länder. Aufgrund der sehr verschiedenen Ausgestaltungen im deutschen Hochschulbereich sah das Grundgesetz zum damaligen Zeitpunkt allerdings für den Bildungsbereich eine Rahmengesetzgebungskompetenz des Bundes vor, um „gleichwertige Lebensbedingungen“ zu wahren.
Das Bundesverfassungsgericht gab den klagenden Ländern am 26. Januar 2005 dahingehend Recht, dass der Bund ihnen nicht verbieten kann, Studiengebühren zu erheben. Seitdem ist der rechtliche Status von Studiengebühren in Deutschland unklar. Denn wenn auch der Bund den Ländern nicht verbieten kann, Studiengebühren zu erheben, ist noch nicht endgültig geklärt, inwiefern Studiengebühren internationalen sowie nationalen Richtlinien widersprechen. Hiermit befassen sich derzeit die Gerichte.
Nach der Urteilsverkündung wurden in sieben Bundesländern (Baden-Württemberg, Bayern, Hamburg, Hessen, Niedersachsen, Nordrhein-Westfalen, Saarland) Gesetze zur Einführung allgemeiner Studiengebühren verabschiedet. Die Studiengebühren führten zu Protesten und waren ein beliebtes Angriffsziel der Opposition bei Landtagswahlen. In den meisten Gebührenländern mussten die Studenten ab dem Sommer 2007 pro Semester in der Regel 500 € an ihre Hochschule überweisen. Wirtschaftsverbände hatten jedoch in der Vergangenheit noch weitaus höhere Gebühren (2500 € oder mehr pro Jahr) gefordert. Mit dem Ziel, als erstes Bundesland die Studiengebühren wieder aufzuheben, nahm der Hessische Landtag am 3. Juni 2008 einen entsprechenden Gesetzesentwurf an, in dem der entscheidende Satz zur Abschaffung der Studiengebühren allerdings fehlte. Da das verabschiedete Gesetz damit nur die Abschaffung des Stipendiensystems zur Folge gehabt hätte, lehnte Ministerpräsident Koch eine Unterzeichnung zunächst ab. Daraufhin wurde das Gesetz nachgebessert und am 17. Juni 2008 vom hessischen Landtag erneut beschlossen. Koch unterschrieb das Gesetz, welches am 1. Juli 2008 in Kraft trat.
Ein neuer Gesetzesentwurf der Bayerischen Staatsregierung sieht vor, Hochschulen die Erhebung von Gebühren in Höhe von bis zu 2000 € für berufsbegleitende Studiengänge zu ermöglichen. Die maximale Gebührenhöhe soll nach dem Willen des Gesetzesentwurfes die Staatsregierung per Verordnung regeln.
Nach dem Bundesland Hessen schafften die Bundesländer Saarland und Nordrhein-Westfalen die Studiengebühren wieder ab. 2011 plante das Bundesland Hamburg ebenfalls, die Studiengebühren wieder abzuschaffen, dies wurde zum Sommersemester 2012 umgesetzt (im benachbarten Bundesland Schleswig-Holstein waren ohnehin noch nie Studiengebühren erhoben worden, was auch gegenwärtig noch beibehalten wird). Baden-Württemberg hat ab dem Sommersemester 2012 auf Studiengebühren verzichtet., und nach einem erfolgreichen Volksbegehren in Bayern wurden auch hier die allgemeinen Studiengebühren zum Wintersemester 2013/2014 abgeschafft. Als letztes Bundesland folgte schließlich Niedersachsen, die amtierende Regierungskoalition entschied, auf Studiengebühren ab dem Wintersemester 2014/2015 zu verzichten.
Eine Auswertung des Statistischen Bundesamtes für das Berichtsjahr 2013 zeigt, dass private Hochschulen, die im Unterschied zu den öffentlichen Hochschulen in der Regel Studiengebühren erheben, im Durchschnitt zwei Drittel (67 %) der Ausgaben durch Beiträge der Studierenden finanzieren. Neben den Studiengebühren im engeren Sinn sind in den Beiträgen der Studierenden auch Verwaltungskostenbeiträge, Prüfungsgebühren, Mahngebühren, Eigenanteile für Exkursionen und so weiter mit enthalten. Die privaten Hochschulen haben im Jahr 2013 je Studierenden 3 960 Euro eingenommen. An privaten Universitäten waren es 7 950 Euro, an den privaten Kunsthochschulen 4 570 Euro und an den privaten Fachhochschulen 3 390 Euro je Studierenden. Dagegen mussten Studierende an einer öffentlichen Universität 200 Euro, an einer öffentlichen Kunsthochschule 260 Euro und an einer öffentlichen Fachhochschule 190 Euro bezahlen.

### Finnland
In Finnland gibt es keine Studiengebühren.
Die Bildungsbeteiligung ist dort im europäischen wie weltweiten Vergleich sehr hoch: Im Jahr 2001 besuchten rund 70 % eines Jahrgangs eine Hochschule.

### Irland
In Irland wurden Studiengebühren im Studienjahr 1996/97 abgeschafft. Zuvor waren dort die im europäischen Vergleich höchsten Studiengebühren erhoben worden. In der Folge stieg die Bildungsbeteiligung deutlich an: Hatten 1996 nur 31 % der 25- bis 34-Jährigen einen Abschluss im Tertiärbereich, waren es 2001 schon 48 %.

### Israel
In Israel betragen die Studiengebühren an den Hochschulen bis zu 10.000,- US-Dollar pro Studienjahr. Daher studieren viele Israelis im Ausland. Jedoch gibt es viele Stipendien für Angehörige bestimmter Volksgruppen, religiöser Kreise, politischer Richtungen etc., sodass hierdurch nicht nur die Studiengebühren, sondern meist auch Unterkunft und Verpflegung abgedeckt sind. Jedoch besteht keine Garantie, durch ein Stipendium gefördert zu werden.
Ausländer müssen an staatlichen Institutionen mit mehreren tausend Dollar sehr viel höhere Gebühren zahlen, teilweise wird die Masterarbeit mit extra Studiengebühren belegt.

### Kuba
Kubanische Staatsangehörige zahlen keine Studiengebühren und erhalten eine Grundversorgung beim Studieren, etwa 80 % eines Arbeiters. Internationale Studenten zahlen zwischen 4.000 und 7.000 US-Dollar.

### Österreich
In Österreich gibt es wieder (Stand Sommersemester 2013) eine einheitliche Studiengebührenregelung (363,36 € pro Semester) für öffentliche Universitäten, die aber zahlreiche Ausnahmeregelungen kennt.
So fallen in der Mindeststudiendauer +  2 Semester für Österreichische Staatsbürger, EWR-Bürger, Gleichgestellte (z. B. Konventionsflüchtlinge, Schweizer Staatsbürger, Ausländer mit einer Daueraufenthaltsberechtigung oder einem Anspruch auf Studienbeihilfe) sowie Personen, denen aufgrund eines völkerrechtlichen Vertrages dieselben Rechte für den Berufszugang zu gewähren sind wie Staatsbürger, keine Studiengebühren an. Bei Studien mit Abschnitten (Diplomstudien) werden pro Abschnitt zwei Toleranzsemester angehängt, in denen keine Studiengebühren zu bezahlen sind.
Personen, die nicht zu den genannten Gruppen zählen, müssen die doppelten Studiengebühren von €726,72 pro Semester bezahlen.
Fachhochschulen können autonom entscheiden, ob Studiengebühren eingehoben werden. Wenn Studiengebühren erhoben werden, dann dürfen diese maximal 363,36 € pro Semester betragen. Studierende aus Drittstaaten müssen teilweise wesentlich höhere Gebühren bezahlen. Zusätzlich zu den Studiengebühren können auch noch sogenannte Sachmittelbeiträge erhoben werden.
An Pädagogische Hochschulen gilt die Regelung wie an öffentliche Universitäten, mit zwei Toleranzsemestern. Ebenso müssen Studierende aus Drittstaaten nur die einfachen Studiengebühren bezahlen.
Darin nicht enthalten sind 19 € für die Pflichtmitgliedschaft in der ÖH (Österreichische Hochschülerinnen- und Hochschülerschaft, gesetzliche Standesvertretung der Studierenden) sowie 0,70 € für die Unfallversicherung, die jeweils alle Studierenden entrichten.

Die 13 Privatuniversitäten in Österreich verrechnen üblicherweise etwa 10.000 € Studiengebühren pro Jahr. Darüber hinaus studieren über 10.000 Studierende in Lehrgängen Universitären Charakters oder Universitätslehrgängen, für die auch öffentliche Hochschulen teils sehr hohe Studiengebühren als Kostenersatz einheben dürfen.
Historische Entwicklung
In Österreich wurden allgemeine Studiengebühren in den Siebzigerjahren (Ära Kreisky, SPÖ) abgeschafft, und 2001 (Ära Schüssel, ÖVP) als Studienbeiträge im Ausmaß von 363,36 €/Sem, für öffentliche Universitäten wiedereingeführt. Die Österreichischen Fachhochschulen waren auch zu dieser Zeit im Gegensatz zu den anderen tertiären Bildungseinrichtungen nicht verpflichtet, Gebühren einzuheben.
Mit Inkrafttreten des Universitätsgesetzes 2002 per 1. Januar 2004 fließen die Studiengebühren direkt den Budgets der Universitäten zu (zuvor dem allgemeinen Bundesbudget). Ihre Finanzsituation hat sich aber wegen zuvor durchgeführter Kürzungen insgesamt jedoch nicht verbessert. Die Studienbeiträge der Studierenden, die aufgrund der ihrer Studiendauer in Regelstudiendauer plus zwei Toleranzsemester vom Studienbeitrag befreit sind, sowie von behinderten und berufstätigen Studierenden, die ebenfalls vom Studienbeitrag befreit sind, werden den Universitäten aus Bundesmitteln ersetzt.
Während des Wahlkampfes 2006 hatte die SPÖ versprochen, Studiengebühren für öffentliche Unis im Falle eines Wahlsieges abzuschaffen. Dies scheiterte in der Folge am Widerstand der zweiten Regierungspartei ÖVP, woraufhin es zu spontanen Protesten in Wien und anderen Städten kam, in deren Rahmen unter anderem Teile der Bundesparteizentrale der SPÖ besetzt wurden.
Im Frühjahr 2007 wurde daraufhin beschlossen, die Studiengebühren für Studenten zu erlassen, die pro Semester mindestens 60 Stunden Nachhilfe oder Studienberatung an Schulen leisten, was jedoch nur von etwa 20 Studierenden österreichweit in Anspruch genommen wurde.
Im Rahmen des Wahlkampfes 2008 wurde von SPÖ, FPÖ und Grünen ein Antrag auf weitgehende Abschaffung der Studiengebühren eingebracht, welcher am 24. September 2008, vier Tage vor der Nationalratswahl, im österreichischen Parlament beschlossen wurde. Ein gleichzeitig eingebrachter Entschließungsantrag  der ÖVP zu diesem Thema eine Volksabstimmung abzuhalten, wurde in einer namentlichen Abstimmung mit 108 zu 72 Stimmen abgelehnt. Sowohl der damals amtierende Wissenschaftsminister Johannes Hahn, als auch seine spätere Nachfolgerin Beatrix Karl hatten sich in der Debatte gegen den Antrag ausgesprochen. Am 8. Oktober 2008 wurde das Gesetz auch im Bundesrat angenommen und trat somit am 1. Jänner 2009, d. h. mit dem Sommersemester 2009, in Kraft.
Damit wurden viele Studierende von den Studiengebühren befreit, die grundsätzliche Beitragspflicht besteht jedoch weiterhin. Die Befreiung umfasste insbesondere Studierende, die ihr Studium in Regelstudiendauer plus zwei Toleranzsemester betreiben, berufstätige Studierende (mit einer Beschäftigung über der Geringfügigkeitsgrenze), Studierende die sich vorwiegend um die Betreuung von Kindern vor dem Schuleintritt kümmern und behinderte Studierende. Studierende, die in Regelstudiendauer plus Toleranzsemester betreiben, mussten die österreichische Staatsbürgerschaft besitzen, Angehörige eines EWR-Staates sein, anerkannte Konventionsflüchtlinge sein oder aufgrund sonstiger völkerrechtlicher Bestimmungen dieselben Rechte zum Berufszugang in Österreich haben wie Österreicher, um von den Studiengebühren befreit zu werden.
Keine Studiengebühren zahlten auch beurlaubte Studenten; eine Beurlaubung ist aber nur mehr in wenigen Fällen möglich. Studenten aus Entwicklungsländern erhalten die geleisteten Studiengebühren rückerstattet.

Von den seinerzeit 20 Fachhochschul-Erhaltern verlangten 17 Studiengebühren – nicht an den FH Joanneum, Burgenland, Vorarlberg, Kärnten, Oberösterreich und dem BMLV, die zu den großen gehören, sodass etwa ein Drittel der FH-Studierenden keine Beiträge entrichtete.
Im Juli 2011 wurden die Studiengebühren vom Verfassungsgerichtshof nach einer Klage eines außerordentlichen Studierenden, der von der Hochschülerinnen- und Hochschülerschaft an der TU Graz unterstützt wurde, per 29. Februar 2012 aufgehoben. Seitdem gab es eine heftige Debatte um die Wiedereinführung der Studiengebühren. Auf Vorschlag von Minister Karlheinz Töchterle sollen die Studiengebühren in Zukunft von den Universitäten selbst eingehoben werden und zwischen 0 € und 500 € betragen. Bezieher von Studienbeihilfe, behinderte Studierende, Studierende mit Kleinkindern sollen befreit sein, auch Auslandsaufenthalte und längere Krankenstände sollen zur Befreiung der Studiengebühren berechtigen. Der Entwurf wurde aber von der SPÖ weiterhin strikt abgelehnt. Laut einer vom Wissenschaftsminister veröffentlichten Rechtsstudie war es den Universitäten bereits mit Stand vom Okt. 2011 erlaubt, Studiengebühren in beliebiger Höhe zu verlangen. Diesem Gutachten wurde jedoch mehrmals widersprochen, unter anderem vom Verfassungsdienst des Bundeskanzleramtes sowie in weiteren Rechtsgutachten.
Per Wintersemester 2012/13 wurden an einigen Universitäten autonome Studiengebühren eingeführt (für Nicht-EU-Ausländer und Studenten über der Mindeststudienzeit, 363,36 €/Sem. zuzügl. ÖH-Beitrag, für alle Studierenden), darunter Uni Wien, WU Wien, TU Graz, Uni Graz, Uni Innsbruck, Uni Linz (nicht aber Uni Salzburg).
Im Dezember 2012 wurde mit einer Novelle des Universitätsgesetzes 2002 wieder eine einheitliche gesetzliche Grundlage für die Studiengebühren geschaffen. Gleichzeitig wurde die Situation der autonomen Studiengebühren des Wintersemester 2012/13 rückwirkend als Gesetz beschlossen. Nachdem der Verfassungsgerichtshof für diese Regelung Bedenken angemeldet hatte, da keine sachliche Rechtfertigung existiert, weshalb an manchen Universitäten Studiengebühren eingehoben wurden und an anderen nicht. wurde der rückwirkende Beschluss als Gesetz am 26. Juli 2013 für verfassungswidrig erklärt und die Universitäten dazu angehalten, die Rückerstattung vorzubereiten. Am 30. Oktober 2013 wurden auch die Satzung der entsprechenden Universitäten durch den Verfassungsgerichtshof aufgehoben Nach dieser Entscheidung können die verfassungswidrigen Studiengebühren des Wintersemester 2012/2013 durch die Universitäten an die Studierenden zurückgezahlt werden.

### Polen
Das Studium ist für EU-Bürger an staatlichen Universitäten grundsätzlich kostenlos, sofern sie den täglichen Studienbetrieb wählen und die in Polen an Universitäten normale Einstufungsprüfung bestehen. Wochenendstudiengänge sind kostenpflichtig; die Kosten für einen solchen Studiengang belaufen sich auf ca. 5000 bis 8000 Złoty (ca. 1200 bis 2000 €) pro Studienjahr. Studierende aus Ländern außerhalb der EU müssen einen Zuschlag bezahlen, der in der Regel 70 bis 90 € beträgt.

### Schweden
In Schweden gibt es keine Studiengebühren für Studenten, die Bürger der Europäischen Union, eines weiteren Lands des Europäischen Wirtschaftsraums oder der Schweiz sind. Dies gilt auch für Personen, die eine Aufenthaltsgenehmigung für Schweden haben, die nicht für Studien ausgestellt wurde, und in weiten Teilen auch für deren Angehörige.
Von Studenten, auf die diese Kriterien nicht zutreffen und die nach dem 1. Juli 2011 ein Studium in Schweden aufnehmen möchten, werden Studiengebühren verlangt. Die Höhe variiert je nach Hochschule, teilweise auch je nach Fachrichtung. Gebühren in Höhe von 80.000 Schwedischen Kronen (Skr) pro Jahr und mehr sind üblich. In manchen Studiengängen, z. B. Architektur, können diese auch über 200.000 Skr betragen. Von gebührenpflichtigen Studenten wird zudem eine Bewerbungsgebühr von 900 Skr verlangt, damit ihre Bewerbung angenommen wird.
Die Einführung von Studiengebühren hat bei den üblicherweise englischsprachigen Masterstudiengängen und anderen internationalen Kursen zu einem massiven Rückgang bei den Bewerberzahlen geführt. So reduzierte sich die Zahl der Bewerber für Masterstudiengänge um 71 % vom Herbstsemester 2010 zum Herbstsemester 2011. Internationale Kurse hatten 82 % weniger Bewerber im gleichen Zeitraum. Die Zahl der Masterstudenten ging um 58 % zurück, die Zahl der Studenten in internationalen Kursen um 64 %.
Verschiedene Hochschulen haben Stipendienprogramme eingeführt.

### Schweiz
An allen Schweizer Hochschulen sind Studiengebühren zu bezahlen, die zwischen 425 (Neuenburg) bis 1226 (St. Gallen) Franken pro Semester liegen. Eine Ausnahme bildet die Università della Svizzera italiana (USI) in Lugano mit 2000, bis zu 2500 Franken pro Semester.
An den Universitäten Freiburg, Neuenburg, St. Gallen, Zürich und Lugano werden ausländischen Studenten zusätzliche Gebühren in Höhe von 100 Franken abverlangt. Der Betrag bewegt sich zwischen 100 und 275 Franken, wobei in Lugano an der Università della Svizzera italiana 2000 Franken zusätzliches Entgelt für ausländische Studenten pro Semester verlangt wird.

### Ungarn
Durch eine Volksabstimmung wurden in Ungarn die Studiengebühren wieder abgeschafft. Seit dem 1. April 2008 ist das Studium in Ungarn für Inländer wieder gebührenfrei. Ausländer müssen beispielsweise für ein Semester an der Universität Corvinus in Budapest bis zu 3.300 € zahlen.

### Venezuela
Unter dem linksgerichteten Präsidenten Hugo Chávez wurden die Studiengebühren in Venezuela abgeschafft.

### Vereinigtes Königreich
Im Vereinigten Königreich wurden 1998 allgemeine Studiengebühren in zunächst einheitlicher Höhe von 1000 Pfund (etwa 1300 €) eingeführt. Im Januar 2005 wurde eine Höchstgrenze von 3000 Pfund festgelegt. Hochschulen durften seitdem auch geringere Gebühren verlangen, wählten aber überwiegend den Höchstbetrag.
2010 kam es in Großbritannien zu wochenlangen Demonstrationen, nachdem die neue britische Regierung angekündigt hatte, den jährlichen Höchstbetrag auf 9000 Pfund zu erhöhen. Die Gebühren sollten erst nach dem Studium fällig sein und auch nur dann, wenn man mehr als 21.000 Pfund im Jahr verdient. Die  Mehrzahl der Universitäten in England und Wales wollte 2012 die höchstmögliche Gebühr von 9.000 Pfund pro Jahr erheben.
Schottland geht dagegen einen anderen Weg. Hier waren die Gebühren bereits im Jahr 2000 im Zuge der Gewährung weitgehender Autonomie der Länder in Bildungsfragen in eine nachlaufende Pauschalgebühr von bis zu 2048 Pfund (etwa 2700 €) umgewandelt worden, geltend für das gesamte Studium unabhängig von der Studiendauer. Bei einer durchschnittlichen Studiendauer von vier Jahren entsprach dies (inflationsbereinigt) etwa 430 Pfund pro Jahr – ein wesentlich geringerer Betrag als in England, Wales und Nordirland. Diese Gebühr wurde damals erst ein Jahr nach dem Studienabschluss fällig, bei einkommensabhängiger Rückzahlung. Der Unterschied ließ sich auch an der Entwicklung der Studentenzahlen ablesen: Von 1999 auf 2000 stieg die Anzahl der Studenten in Schottland um 10 % (England: 1,6 %) und von 2000 auf 2001 erneut um 5 % (England: 2,3 %). Im Februar 2008 schaffte Schottland die Studiengebühren für Bürger Schottlands und Bürger aus EU-Mitgliedstaaten ab, nicht jedoch für Bürger des restlichen Vereinigten Königreichs. Das galt zudem rückwirkend auch für Absolventen des Jahres 2007.

### Vereinigte Staaten von Amerika
In den Vereinigten Staaten werden von jeher Studiengebühren erhoben. Diese reichen von etwa 3.000 bis hin zu mehr als 40.000 US-Dollar pro Jahr. Dabei variiert die Qualität der angebotenen Studiengänge zwischen den verschiedenen Einrichtungen ebenfalls stark. Als Folge der hohen Gebühren verschuldet sich der durchschnittliche Student dort während seines Studiums mit durchschnittlich 22.900 US-Dollar. Der Anteil dieser Gebühren an der Gesamtfinanzierung der Hochschulbildung liegt nur bei etwa 20 %. Der Rest wird zum größten Teil staatlich und davon der größte Teil von den Bundesstaaten finanziert. Private Spenden kommen auf einen Anteil von 7 bis 8 %.
Hierbei sind erhebliche Unterschiede zwischen staatlichen und privaten Hochschulen zu beachten. Bei Letzteren ist der Anteil der staatlichen Finanzierung erheblich geringer, was durch einen höheren Gebührenanteil und stärkere eigenwirtschaftliche Aktivitäten ausgeglichen wird. Die Studiengebühren steigen deutlich überproportional zum Einkommen.
An den staatlichen Hochschulen Kaliforniens, California State University und University of California, war das Studium jedoch lange Zeit kostenfrei.
Studenten, die zum Studieren aus einem anderen Bundesstaat kommen, zahlen meist deutlich höhere Studiengebühren als solche, die dort in den letzten 1–2 Jahren bereits gelebt haben.

## Internationale Rechtslage
Im „International Covenant on Economic, Social and Cultural Rights“ (Internationaler Pakt über wirtschaftliche, soziale und kulturelle Rechte, IPwskR), den auch die Bundesrepublik Deutschland unterzeichnete und der im Jahre 1976 in Kraft trat, haben sich die Unterzeichnerstaaten unter anderem im Art. 13 Abs. 2c verpflichtet, „den Hochschulunterricht auf jede geeignete Weise, insbesondere durch allmähliche Einführung der Unentgeltlichkeit, jedermann gleichermaßen entsprechend seinen Fähigkeiten zugänglich zu machen“. Hierbei dürfe nach Abs. 4 keine Bestimmung dieses Artikels „dahin ausgelegt werden, dass sie die Freiheit natürlicher oder juristischer Personen beeinträchtigt, Bildungseinrichtungen zu schaffen und zu leiten“ die nach Abs. 1c auch weiterhin unentgeltlich sind.
Zudem verpflichtet sich nach Art. 2 Abs. 1 jeder Vertragsstaat „nach und nach mit allen geeigneten Mitteln, vor allem durch gesetzgeberische Maßnahmen, die volle Verwirklichung der in diesem Pakt anerkannten Rechte zu erreichen.“ Zudem sei nach Art. 2 Abs. 1 zu gewährleisten, „dass die in diesem Pakt verkündeten Rechte ohne Diskriminierung hinsichtlich der Rasse, der Hautfarbe, des Geschlechts, der Sprache, der Religion, der politischen oder sonstigen Anschauung, der nationalen oder sozialen Herkunft, des Vermögens, der Geburt oder des sonstigen Status ausgeübt werden“ und haben sich nach Art. 3 verpflichtet, „die Gleichberechtigung von Mann und Frau bei der Ausübung der in diesem Pakt festgelegten wirtschaftlichen, sozialen und kulturellen Rechte sicherzustellen.“
Weiter gelten nach Art. 28 „Die Bestimmungen dieses Paktes ohne Einschränkung oder Ausnahme für alle Teile eines Bundesstaates.“ Nach Art. 4 erkennen die Vertragsstaaten an, „dass ein Staat die Ausübung der von ihm gemäß diesem Pakts gewährleisteten Rechte nur solchen Einschränkungen unterwerfen darf, der gesetzlich vorgesehen und mit der Natur dieser Rechte vereinbar sind und deren ausschließlicher Zweck es ist, das allgemeine Wohl in einer demokratischen Gesellschaft zu fördern.“
Die Einführung von Studiengebühren im Vereinigten Königreich ist von der zuständigen Berichterstatterin der Vereinten Nationen (UNO) gerügt worden, was bisher keine Folgen gezeigt hat, da die britische Regierung darauf beharrt, dass die Gebühren in der jetzt gültigen Form den Zielen des Paktes nicht entgegen stünden. Auch Deutschland wurde bisher nicht belangt.